# Nickelodeon Duitsland
Nickelodeon Duitsland is de Duitse versie van de Amerikaanse kinderzender Nickelodeon. De zender werd op 12 september 2005 gelanceerd.

## Geschiedenis

Het logo van de Nickelodeonblock in Zwitserland (1998-2003).

In Duitsland werd deze zender al twee keer gelanceerd. Voor het eerst werd Nickelodeon in 1995 in Duitsland gelanceerd en was vanaf het begin heel populair bij het publiek. Maar in 1997 werd het een moeilijke situatie voor Nickelodeon op de Duitse markt, omdat de publieke Kinderkanal de meeste belangrijke kabelfrequenties van toenmalig Nickelodeon Duitsland inpikte. Daardoor moest men in 1998 stoppen met Nickelodeon in Duitsland. Tussen 1998 en 2005 werden enkele programma's door de concurrentie zoals Super RTL en het publieke Kinderkanal overgenomen. Sinds 2005 is Nickelodeon terug op de buis in Duitsland, maar wel onder de korte naam "NICK". Sindsdien is NICK weer heel populair in Duitsland en werd er in 2007 zelfs het NICKland in de Duitse attractiepark Movie Park Germany in Bottrop-Kirchhellen geopend. Met de internationale vernieuwing van Nickelodeon werd op 31 maart 2010 de naam NICK veranderd in Nickelodeon.

## Programmering

### Nickelodeon (1995-1998)
- Rugrats
- Hey Arnold!
- Die Biber Brüder
- AAhhh! Monster
- Rockos modernes Leben
- Doug
- Cubitus
- Sternenkinder
- Die Ren&Stimpy Show
- Der Prinz von Atlantis
- KaBlam!
- Der Kater Felix
- CatDog
- Was ist los mit Alex Mack?
- Kenan&Kel
- Pete&Pete
- Wuff!-Manchmal bin ich ein Hund
- Clarissa
- Press Gang
- Die Fälle der Shirley Holmes
- Sister,Sister
- Grusel,Grauen,Gänsehaut
- Alles Klar!
- Nick-Live-Club
- Nick Verleihung 1996/1997 (te vergelijken met de KidsChoiceAwards)
- Hilf Mit!
- Auf Draht
- Global Guts

### NICK (sinds 2005)
- SpongeBob Schwammkopf (SpongeBob SquarePants)
- Jimmy Neutron
- Rocket Power
- All Grown Up
- Braceface
- Gingers Welt (As told by Ginger)
- Expedition der Stachelbeeren (The Wild Thornberrys)
- Invader Zim
- Cosmo&Wanda-Wenn Elfen helfen (Fairly Odd Parents)
- Teenage Robot
- Danny Phantom
- KaBlam!
- Rockos modernes Leben (Rocko's modern life)
- Familie X-In geheimer Mission (The X's)
- AAhhh! Monster (Real Monsters)
- Rugrats
- Avatar-Der Herr der Elemente
- Kappa Mikey
- Generation Ninja
- Drake&Josh
- Einfach Sadie! (Naturally Sadie)
- Zoey 101
- Unfabulous
- Neds ultimativer Schulwahnsinn (Ned's Declassified School Survival Guide)
- Alles Nick!
- Nick Talent
- Zwischen dem Lions (Between the Lions)
- Pferdegeflüster
- Clarissa
- Emma Alien
- Geheimcode:Gittigitt (Grossology)
- Generation Ninja
- KatzeKratz (Catscratch)
- Tom Turbo
- Trollz
- Winx Club
- Kids Choice Awards (voor het eerst: 17.10.07)

### 2009
- Das Haus Anubis (naar Het Huis Anubis)[1][2]

## Ontvangst

Het Logo van Nicknight, het blok sinds 1 oktober 2014 t/m 31 oktober 2018

Deze Duitstalige Nickelodeon was tussen 12 september 2005 en 15 december 2008 24 uur per dag free-to-air via de satelliet te ontvangen. Sinds 15 december 2008 zond de zender uit tussen 6 en 20.15 uur op hetzelfde kanaal als Comedy Central Duitsland, en dit ook via de satelliet. Vanaf 1 oktober 2014 was Nickelodeon weer 24 uur per dag te ontvangen, ook kwam toen een programmablok genaamd Nicknight van 21:00 tot 5:45 (later 5:45) op TV.  Nicknight is op 1 november 2018 gestopt, want toen begon MTV+.